# 2014 LU28
2014 LU28 est un objet transneptunien considéré comme disque des objets épars par Johston.